# Jatirejo (Rejoso)
Jatirejo is een bestuurslaag in het regentschap Nganjuk van de provincie Oost-Java, Indonesië. Jatirejo telt 1793 inwoners (volkstelling 2010).